# Eagle Nest
Eagle Nest è un villaggio degli Stati Uniti d'America, situato nello stato del Nuovo Messico, nella contea di Colfax.